# Messor intermedius
Messor intermedius är en myrart som beskrevs av Santschi 1927. Messor intermedius ingår i släktet Messor och familjen myror. Inga underarter finns listade i Catalogue of Life.